# ビルスキルニル
ビルスキルニル（古ノルド語: Bilskirnir）は、北欧神話に登場する神のトールが住んでいる宮殿の名前である。名前の意味は稲妻である。

## 概要
アースガルズの一角、スルーズヴァンガル（スルーズヘイム、トルドハイム）という場所にあり、アースガルズで一番大きく、540の部屋があると伝えられる。農民が死ぬとこの宮殿に迎えられて幸せに暮らすと言われている。
妻シヴも同居しているはずである。

## 備考
フレイの召使いスキールニルと名前が似ているので注意が必要である。